# Laurynas Stankevičius
Laurynas Mindaugas Stankevičius (ur. 10 sierpnia 1935 w Wysokim Dworze w rejonie trockim, zm. 17 marca 2017 w Wilnie) – litewski polityk i ekonomista, w latach 90. minister i parlamentarzysta, w 1996 przez kilka miesięcy premier Litwy.

## Życiorys
W 1953 ukończył szkołę średnią w Wilnie, następnie do 1957 studiował w Instytucie Ekonomii i Finansów w Leningradzie. Pracował w Ministerstwie Finansów Litewskiej SRR, później kierował jednym z departamentów w administracji rządowej. W 1969 reprezentował rząd republiki w Radzie Ministrów ZSRR. Od 1977 pełnił funkcję zastępcy przewodniczącego krajowego komitetu pracy, a od 1988 pierwszego wiceministra w resorcie pracy i ochrony socjalnej LSRR.
Przez wiele lat był członkiem Komunistycznej Partii Litwy, w 1990 przystąpił do postkomunistycznej Litewskiej Demokratycznej Partii Pracy. Po ogłoszeniu przez Litwę niepodległości zajmował w dalszym ciągu stanowisko wiceministra w dotychczasowym resorcie. Od października 1993 był ministrem ochrony socjalnej, a od lipca 1994 ministrem ds. reform administracji publicznej.
Od lutego do listopada 1996 stał na czele litewskiego rządu, tworzonego przez postkomunistów. W 1996 uzyskał z ramienia LDDP mandat poselski. Chociaż jego ugrupowanie pozostawało w opozycji, przyjął w 1998 propozycję objęcia teki ministra zdrowia w rządzie Gediminasa Vagnoriusa, należącego do Związku Ojczyzny. Zrezygnował wówczas z zasiadania w parlamencie, a urząd ministra sprawował do 1999. Wycofał się następnie z działalności politycznej.

## Odznaczenia
- Wielki Krzyż Komandorski Orderu „Za Zasługi dla Litwy” – 2006[3]